# Amadora Martínez García
Amadora Martínez García, també coneguda com a Amada, o Rosita (4 de juliol de 1931 a l'aldea d'Atalaya de Villar del Saz d'Arcas - 29 de juliol de 2015 a Madrid), fou una guerrillera antifranquista membre de l'Agrupació Guerrillera de Llevant i Aragó i militant del PCE.
Son pare, Nicolás Martínez, era punt de suport de la guerrilla de l'Agrupació Guerrillera de Llevant i Aragó, i ella i les seus germanes Esperanza, Sole, Angelina, Blanca, Amancia i Prudencia també ho van ser.
L'any 1951 fou empresonada a la presó d'Alcalà d'Henares, on també estava empresonat el guerriller Miguel Padial Martín, amb qui va contraure matrimoni el 21 de maig de 1960, un any després que Amada isquera de la presó.
Era també sòcia de l'Asociación Archivo Guerra y Exilio (AGE) des dels seus inicis.